# Sabine Lisicki
Sabine Katharina Lisicki (Troisdorf, Rin del Nord-Westfàlia, 22 de setembre de 1989) és una tennista professional d'Alemanya i entrena sota les ordres del seu pare.
Ha guanyat un total de vuit títols del circuit WTA, quatre individuals i quatre de dobles. El seu millor resultat en un Grand Slam fou disputar la final de Wimbledon, individualment l'any 2013 i en dobles en l'edició de 2011 junt a Samantha Stosur. Als Jocs Olímpics de 2012 celebrats a Londres va romandre a les portes d'una medalla en perdre en la final de consolació de dobles mixts, fent parella amb Christopher Kas i quedant en quarta posició final.
L'any 2014 va establir un nou rècord en el servei més ràpid del circuit femení amb 210,8 km/h durant la disputa de la primera ronda del torneig de Stanford. També va establir el rècord de més serveis directes en un sol partit amb 27 en el partit de segona ronda de Birmingham l'any 2015, però aquesta marca fou superada per Kristýna Plíšková l'any 2016.

## Biografia
Actualment resideix a Bradenton (Estats Units).
Va mantenir una relació sentimental amb el còmic alemany Oliver Pocher durant tres anys, però ho van deixar l'any 2016.
Parla amb fluència les llengües alemany, anglès i polonès. És seguidora de futbol, especialment de la selecció de futbol d'Alemanya i del FC Bayern de Múnic. Malgrat que els millors resultats els ha aconseguit sobre gespa, especialment a Wimbledon, paradoxalment és al·lèrgica a aquesta planta.

## Torneigs de Grand Slam

### Individual: 1 (0−1)
| Resultat  | Núm. | Any  | Torneig   | Oponent en la final | Marcador |
| --------- | ---- | ---- | --------- | ------------------- | -------- |
| Finalista | 1.   | 2013 | Wimbledon | Marion Bartoli      | 1−6, 4−6 |

### Dobles: 1 (0−1)
| Resultat  | Núm. | Any  | Torneig   | Parella         | Oponents en la final             | Marcador |
| --------- | ---- | ---- | --------- | --------------- | -------------------------------- | -------- |
| Finalista | 1.   | 2011 | Wimbledon | Samantha Stosur | Květa Peschke Katarina Srebotnik | 3−6, 1−6 |

## Palmarès: 8 (4−4−0)

### Individual: 9 (4−5)
| Abans de 2009                | Després de 2009         |
| ---------------------------- | ----------------------- |
| Grand Slam (0−1)             |                         |
| WTA Tour Championships (0−0) |                         |
| Tier I (0−0)                 | Premier Mandatory (0−0) |
| Tier II (0−0)                | Premier 5 (0−0)         |
| Tier III (0−0)               | Premier (1−0)           |
| Tier IV i V (0−1)            | International (2−3)     |

| Títols per superfície |
| --------------------- |
| Dura (2−4)            |
| Gespa (1−1)           |
| Terra batuda (1−0)    |

| Resultat   | Núm. | Data                   | Torneig                  | Superfície   | Oponent en la final | Marcador         |
| ---------- | ---- | ---------------------- | ------------------------ | ------------ | ------------------- | ---------------- |
| Finalista  | 1.   | 5 d'octubre de 2008    | Taixkent, Uzbekistan     | Dura         | Sorana Cîrstea      | 6−2, 4−6, 6−7(4) |
| Guanyadora | 1.   | 19 d'abril de 2009     | Charleston, Estats Units | Terra batuda | Caroline Wozniacki  | 6−2, 6−4         |
| Finalista  | 2.   | 22 d'octubre de 2009   | Luxemburg, Luxemburg     | Dura (i)     | Timea Bacsinszky    | 2−6, 5−7         |
| Guanyadora | 2.   | 13 de juny de 2011     | Birmingham, Regne Unit   | Gespa        | Daniela Hantuchová  | 6−3, 6−2         |
| Guanyadora | 3.   | 27 d'agost de 2011     | Dallas, Estats Units     | Dura         | Aravane Rezaï       | 6−2, 6−1         |
| Finalista  | 3.   | 3 de febrer de 2013    | Pattaya, Tailàndia       | Dura         | Maria Kirilenko     | 7−5, 1−6, 6−7(1) |
| Finalista  | 4.   | 23 de febrer de 2013   | Memphis, Estats Units    | Dura (i)     | Marina Erakovic     | 1−6, retirada    |
| Finalista  | 5.   | 6 de juliol de 2013    | Wimbledon, Regne Unit    | Gespa        | Marion Bartoli      | 1−6, 4−6         |
| Guanyadora | 4.   | 14 de setembre de 2014 | Hong Kong, Hong Kong     | Dura         | Karolína Plíšková   | 7−5, 6−3         |

### Dobles: 5 (4−1)
| Llegenda                                  |
| ----------------------------------------- |
| Grand Slam (0−1)                          |
| WTA Tour Championships / WTA Finals (0−0) |
| Premier Mandatory (1−0)                   |
| Premier 5 (0−0)                           |
| Premier (3−0)                             |
| International (0−0)                       |

| Títols per superfície |
| --------------------- |
| Dura (2−0)            |
| Gespa (0−1)           |
| Terra batuda (2−0)    |

| Resultat   | Núm. | Data                | Torneig               | Superfície       | Parella         | Oponents en la final               | Marcador         |
| ---------- | ---- | ------------------- | --------------------- | ---------------- | --------------- | ---------------------------------- | ---------------- |
| Guanyadora | 1.   | 24 d'abril de 2011  | Stuttgart, Alemanya   | Terra batuda (i) | Samantha Stosur | Jasmin Wöhr Kristina Barrois       | 6−1, 7−6(5)      |
| Finalista  | 1.   | 2 de juliol de 2011 | Wimbledon, Regne Unit | Gespa            | Samantha Stosur | Květa Peschke Katarina Srebotnik   | 3−6, 1−6         |
| Guanyadora | 2.   | 28 d'abril de 2013  | Stuttgart (2)         | Terra batuda (i) | Mona Barthel    | Bethanie Mattek-Sands Sania Mirza  | 6−4, 7−5         |
| Guanyadora | 3.   | 30 de març de 2014  | Miami, Estats Units   | Dura             | Martina Hingis  | Iekaterina Makàrova Ielena Vesninà | 4−6, 6−4, [10−5] |
| Guanyadora | 4.   | 10 de gener de 2015 | Brisbane, Austràlia   | Dura             | Martina Hingis  | Caroline Garcia Katarina Srebotnik | 6−2, 7−5         |

### Equips: 1 (0−1)
| Resultat  | Núm. | Data                    | Torneig                                | Superfície | Equip                                         | Oponents                                                      | Marcador |
| --------- | ---- | ----------------------- | -------------------------------------- | ---------- | --------------------------------------------- | ------------------------------------------------------------- | -------- |
| Finalista | 1.   | 8−9 de novembre de 2014 | Copa Federació, Praga, República Txeca | Dura (i)   | Julia Görges Angelique Kerber Andrea Petkovic | Andrea Hlaváčková Lucie Hradecká Petra Kvitová Lucie Šafářová | 1−3      |

## Trajectòria

### Individual
| Open d'Austràlia | A   | A   | 3R    | 2R          | 2R          | Q2          | 4R    | 1R          | 2R          | 1R          | 2R    | A           | A           | Q1          | A | 0 / 8     | 9 – 8     |
| Roland Garros | A   | A   | 2R    | 1R          | A           | 2R          | 1R    | 3R          | 2R          | 3R          | 1R    | A           | A           | A           |   | 0 / 8     | 7 – 8     |
| Wimbledon | A   | A   | 1R    | QF          | A           | SF          | QF    | F           | QF          | 3R          | 3R    | 1R          | Q1          | Q3          |   | 0 / 9     | 27 – 9    |
| US Open | A   | A   | 2R    | 2R          | 2R          | 4R          | 1R    | 3R          | 3R          | 4R          | 1R    | 1R          | Q1          | A           |   | 0 / 10    | 12 – 10   |
| Jocs Olímpics | NC  | NC  | A     | No celebrat | No celebrat | No celebrat | 3R    | No celebrat | No celebrat | No celebrat | A     | No celebrat | No celebrat | No celebrat |   | 0 / 1     | 2 – 1     |
| Victòries − Derrotes | 0−1 | 0−1 | 17−20 | 31−18       | 4−9         | 35−12       | 17−21 | 35−18       | 27−18       | 22−20       | 15−21 | 5−5         | 5−4         | 0−4         |   | 213 – 172 | 213 – 172 |
| Rànquing a final d'any | 497 | 237 | 54    | 23          | 179         | 15          | 37    | 15          | 27          | 32          | 91    | 268         | 229         | 335         |   |           |           |
| Llegenda: G: Guanyadora; F: Finalista; SF: Semifinalista; QF: Quarts de final; Q: Qualificació; A: Absent; RR: Round Robin; |     |     |       |             |             |             |       |             |             |             |       |             |             |             |   |           |           |

### Dobles
| Open d'Austràlia | A   | A   | A   | A           | 1R          | A           | A    | A           | A           | A           | 2R  | A           | A           | A           | 0 / 3   | 1 – 3   |
| Roland Garros | A   | A   | 2R  | A           | A           | A           | A    | 3R          | A           | 1R          | 2R  | A           | A           | A           | 0 / 4   | 3 – 4   |
| Wimbledon | A   | A   | A   | 2R          | A           | F           | 3R   | A           | A           | A           | 1R  | A           | A           | A           | 0 / 4   | 8 – 4   |
| US Open | A   | A   | 2R  | A           | A           | 1R          | QF   | A           | A           | 1R          | 3R  | 2R          | A           | A           | 0 / 6   | 7 – 6   |
| Jocs Olímpics | NC  | NC  | A   | No celebrat | No celebrat | No celebrat | 2R   | No celebrat | No celebrat | No celebrat | A   | No celebrat | No celebrat | No celebrat | 0 / 1   | 1 – 1   |
| Victòries − Derrotes | 0−0 | 0−0 | 5−6 | 2−2         | 0−1         | 9−4         | 13−8 | 11−4        | 7−4         | 9−8         | 6−6 | 1−3         | 0−0         | 0−1         | 63 – 47 | 63 – 47 |
| Rànquing a final d'any | –   | 474 | 145 | –           | –           | 45          | 55   | 71          | 72          | 84          | 104 | 397         | –           | –           |         |         |
| Llegenda: G: Guanyadora; F: Finalista; SF: Semifinalista; QF: Quarts de final; Q: Qualificació; A: Absent; RR: Round Robin; |     |     |     |             |             |             |      |             |             |             |     |             |             |             |         |         |

## Guardons
- WTA Comeback Player of the Year (2011)